# Simon Sanahujas
Pour les articles homonymes, voir Sanahujas.
Œuvres principales
- Chroniques de Karn

Simon Sanahujas, né à Reims le 19 avril 1979, est un écrivain français de fantasy.

## Biographie
Simon Sanahujas est le fils de Patrice Sanahujas, illustrateur dans le domaine des littératures de l'imaginaire. Il obtient un bac pro de musique en 1997, puis travaille comme régisseur d'orchestre au conservatoire de Reims. Il publie sa première nouvelle dans la revue Faeries en 2005, et son premier roman, Suleyman, la même année. À partir de 2007, il rédige plusieurs essais sur l'imaginaire aux éditions Les Moutons électriques et participe à plusieurs ouvrages collectifs chez cet éditeur.

### Romans
- Diptyque de Suleyman :
  - Suleyman, Black Coat Press, coll. Rivière blanche, 2005
  - L'Emprise des rêves, Black Coat Press, coll. Rivière blanche, 2008
- Chroniques de Karn :
  - Nereliath, Asgard, 2011 (Bragelonne, 2015)
  - Seuls les Dieux, Asgard, 2012 (Bragelonne, 2016)
  - Rancœur, Rivière Blanche, 2014 (Bragelonne, 2016)

### Nouvelles
- « À force d'imagination », dans Faeries, no 19, Nestiveqnen, 2005
- « L'échec de l'humanité », dans Lunatique, no 13, Éons, 2006
- « Les Tambours de Dark Valley », dans Black Mamba, no 6, Celephaïs, 2007
- « L'ère humaine », dans HPL, Malpertuis, 2007
- « Comment fut-ce possible ? », dans Appel d'air, Les 3 souhaits, 2007
- « L'empereur Saint-Nicolas », dans Arcanes, Voy'[el], 2010
- « Le marchand de réalités », dans L'amicale des jeteurs de sorts, Malpertuis, 2013
- « Une surprise de (petite) taille », dans Semi-Hommes, Asgard, 2013
- « Avec la vie vient l'oubli », dans Le Marchand de réalités, ActuSF, 2013

### Récits
- (Avec Gwenn Dubourthoumieu), Conan le Texan, Les Moutons électriques, 2008

- (Avec Gwenn Dubourthoumieu), Sur la piste de Tarzan, Les Moutons électriques, 2010

- (Avec Gwenn Dubourthoumieu), A la poursuite de Dracula, Les Moutons électriques, 2012

### Essais
- (Collectif, auteur principal), Les Nombreuses vies de Conan, Les Moutons électriques, 2007
- (Collectif, certains articles), Le Dico des héros, Les Moutons électriques, 2009